# Svenne Hedlund
Pour les articles homonymes, voir Hedlund.
Sven Ove Hedlund, dit Svenne Hedlund, né le 1er mars 1945 à Solna et mort le 3 décembre 2022 à Värnamo, est un chanteur pop suédois, membre du groupe de musique Idolerna.

## Biographie
Svenne Hedlund chante dans les groupes suédois Clifftones et Hep Stars dans les années 1960. En 1968, la chanteuse Charlotte Walker (née en 1944) devient membre du groupe, et ils forment le duo Svenne et Lotta (appelé « Sven et Lotta » dans plusieurs pays) l'année suivante. Le couple est marié de 1969 jusqu'à leur divorce en 2014 .
Svenne Hedlund meurt à Värnamo le 3 décembre 2022 à l'âge de 77 ans.